# Claude de Taillemont
Claude de Taillemont (* im 16. Jahrhundert; † im 16. Jahrhundert) war ein französischer Dichter.

## Leben und Werk
Claude de Taillemont kehrte nach langem Italienaufenthalt 1547 in sein heimatliches Lyon zurück. Er gilt als der originellste Freund und Schüler von Maurice Scève. 1555 war er Mitarbeiter der Œuvres de Louise Labé. 1553 und 1556 veröffentlichte er die Werke Discours des champs faëz (= champs fées, Feenfelder) und La Tricarité (Dreiereinheit), die in kritischen Ausgaben vorliegen.
Im Rahmen der Diskussion um die Identität der Dichterin Louise Labé, die von Mireille Huchon geleugnet wurde, schrieb Emmanuel Buron Claude de Taillemont einen erheblichen Anteil an Labés angeblichen Werken zu.

## Werke (kritische Ausgaben)
- (1553) Discours des Champs faëz à l’honneur, et exaltation de l’amour et des dames. Hrsg. Jean-Claude Arnould. Droz, Genf 1991.
- (1556) La Tricarite. Hrsg. Gabriel A. Pérouse. Droz, Genf 1989.